# Mario Bilen
Mario Bilen (23 de enero de 1985 en Vinkovci) es un futbolista croata que juega como defensa en el NK Tomislav Cerna de la Međužupanijska nogometna liga Osijek – Vinkovci de Croacia.

## Carrera
Debutó en 2007 jugando para el Cibalia de su ciudad natal. En 2007 pasó al Dragovoljac solo estuvo seis meses y en 2008 emigró al HNK Orašje de Bosnia-Herzegovina. Ese mismo año regresó a Croacia para jugar en el Slaven Belupo. En 2010 volvió a dejar su país al firmar con el Flamurtari de Albania. Luego de rondar por varios clubes croatas por tres años, en 2013 viajó a Nueva Zelanda para incorporarse al Auckland City.

### Clubes
| Club                        | País                 | Año       |
| --------------------------- | -------------------- | --------- |
| HNK Cibalia Vinkovci        | Croacia              | 2006-2007 |
| NK Hrvatski Dragovoljac     | Croacia              | 2007-2008 |
| HNK Orašje                  | Bosnia y Herzegovina | 2008      |
| NK Slaven Belupo Koprivnica | Croacia              | 2008-2009 |
| KS Flamurtari Vlorë         | Albania              | 2010      |
| HNK Vukovar 1991            | Croacia              | 2010-2011 |
| NK Nehaj Senj               | Croacia              | 2011      |
| NK Zadar                    | Croacia              | 2011-2013 |
| Auckland City Football Club | Nueva Zelanda        | 2013-2021 |
| Ngaruawahia United AFC      | Nueva Zelanda        | 2022      |
| NK Slavonac Gradište        | Croacia              | 2022-2023 |
| Ngaruawahia United AFC      | Nueva Zelanda        | 2023      |
| NK Slavonac Gradište        | Croacia              | 2023      |
| HNK Frankopan Andrijaševci  | Croacia              | 2023-2024 |
| NK Tomislav Cerna           | Croacia              | 2024-     |

### Selección nacional
Representó a Croacia a nivel internacional en las categorías sub-17, sub-18, sub-19 y sub-20.

## Palmarés
| Título            | Club          | País          | Año     |
| ----------------- | ------------- | ------------- | ------- |
| Liga de Campeones | Auckland City | Nueva Zelanda | 2013    |
| Charity Cup       | Auckland City | Nueva Zelanda | 2013    |
| ASB Premiership   | Auckland City | Nueva Zelanda | 2013-14 |
| Liga de Campeones | Auckland City | Nueva Zelanda | 2014    |
| ASB Premiership   | Auckland City | Nueva Zelanda | 2014-15 |
| Liga de Campeones | Auckland City | Nueva Zelanda | 2015    |
| Charity Cup       | Auckland City | Nueva Zelanda | 2015    |
| Liga de Campeones | Auckland City | Nueva Zelanda | 2016    |
| Liga de Campeones | Auckland City | Nueva Zelanda | 2016    |
| Premiership       | Auckland City | Nueva Zelanda | 2017-18 |
| Charity Cup       | Auckland City | Nueva Zelanda | 2018    |